# 4 Elements
4 Elements est un jeu vidéo de type match-3 développé et édité par Playrix Entertainment, sorti en 2008 sur Windows, PlayStation 3, Nintendo DS, Nintendo 3DS et iOS.

## Accueil
- IGN : 8/10 (PC)[1]
- Jeuxvideo.com : 13/20 (PC)[2]